# ويلبر قود
ويلبر قود (بالإنجليزية: Wilbur Good)‏ هو لاعب كرة قاعدة أمريكي، ولد في 28 سبتمبر 1885 في Punxsutawney, Pennsylvania ‏ في الولايات المتحدة، وتوفي في 30 ديسمبر 1963 في بروكسفيل في الولايات المتحدة.

## وصلات خارجية
- ويلبر قود على موقعبيزبول رفرنس.كوم (الدوري الرئيسي) (الإنجليزية)
- ويلبر قود على موقعبيزبول رفرنس.كوم (الدوري الثانوي) (الإنجليزية)